# Peripatus ruber
Peripatus ruber är en klomaskart som beskrevs av Fuhrmann 1913. Peripatus ruber ingår i släktet Peripatus och familjen Peripatidae. Inga underarter finns listade i Catalogue of Life.